# Барни, Эльвира
Эльвира Энид Барни (англ. Elvira Enid Barney урождённая Малленс; 22 января 1904 — 25 декабря 1936) — английская светская львица и актриса, профессионально известная как Долорес Эшли (англ. Dolores Ashley). В 1932 году её судили за убийство своего любовника Майкла Скотта Стивена. Судебный процесс широко освещался в британской прессе. Позже она была признана невиновной, но умерла четыре года спустя в номере парижского отеля.
Входила в группу светских людей и аристократов 1920-х годов «Bright Young Things».

## Ранняя жизнь
Эльвира Малленс родилась 22 января 1904 года в семье сэра Джона Эшли Малленса (1869—1937), биржевого маклера, и Эвелин Мод Адамсон (1874—1962). Её младшая сестра Аврил Джой Малленс трижды выходила замуж: в том числе короткий брак с Эрнестом Олдричем Симпсоном, бывшим мужем Уоллис Симпсон.
В 1924 году Эльвира поступила в драматическую академию леди Бенсон, где преподавала Констанс Бенсон. В тот же период она была помолвлена с Чарльзом Патриком Грейвсом. В течение театрального сезона 1924-25 годов появилась в постановке «Голубой котёнок» в театре Гейети.
В 1927 году она познакомилась на вечеринке с американским певцом Джоном Стерлингом Барни. Они поженились 2 августа 1928 года. Однако в следующем году Джон Барни вернулся в Америку.
В 1931 году переехала по адресу 21 Уильям Мьюз, Найтсбридж, Лондон, деля дом с Генри Мервином Пирсом. Позже в Париже она встретила Майкла Скотта Стивена. Он переехал в Уильям Мьюз где-то до мая 1932 года.

## Суд и последствия

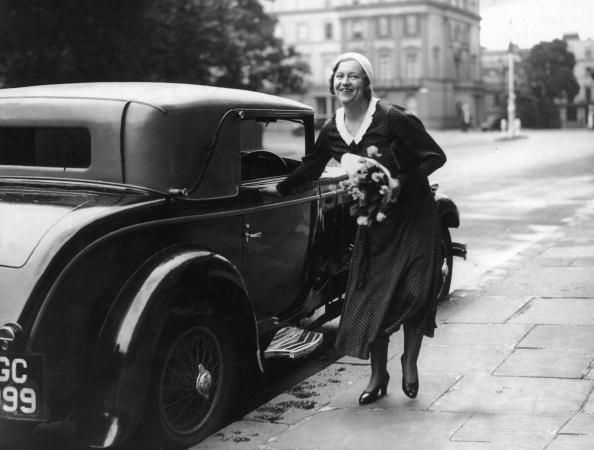
Эльвира Барни после суда, 1932 год.

30 мая 1932 года Барни и Стивен устроили в своем доме званый обед; среди гостей были: Артур Джеффресс, Хью Армигель Уэйд, Сильвия Коук, Дэнис Скеффингтон Смит, Брайан Ховард, Антон Альтман, Ирен Макбрейн, Артур Стрик, Оливия Виндхем и её тогдашняя подруга, Рут Болдуин— давняя компаньонка Джо Карстэйрс и Эдварда Гаторна-Харди. Барни, Стивен и некоторые из их гостей отправились в частный клуб The Blue Angel на Дин Стрит. На следующее утро Стивен скончался от пулевых ранений, а Барни была арестована и обвинена в убийстве.
На суде Барни защищал сэр Патрик Гастингс, который изобразил её невиновной стороной и малозначимой жертвой. Уэйд и Джеффресс дали показания. Альтман, Ховард, Макбрейн, Кокс, Скеффингтон-Смит, Стрик, Фестер и Скеффингтон-Смит также дали показания, некоторые из которых были зачитаны в суде.
Судья охарактеризовал заключительную речь Гастинга как «определенно одну из лучших речей, которые я когда-либо слышал». Барни была признана невиновной в убийстве и непредумышленном убийстве, но она была признана виновной в хранении огнестрельного оружия. Пресса сообщила о том, что Барни хвасталась убийством Стивена на вечеринке, после вынесения приговора.
Будучи отвергнутой её семьёй Барни переехала во Францию. Была найдена мёртвой в номере парижского отеля 25 декабря 1936 года после возвращения пьяной накануне вечером.

## Образы
Барни считала, что распутная светская львица Агата Рансибл из романа «Мерзкие тела» Ивлина Во была основана на ней. Однако Рансибл была карикатурой на Элизабет Понсонби.